# Wohnseß
Wohnseß ist ein Ortsteil der Stadt Neunburg vorm Wald im Landkreis Schwandorf in Bayern.

## Geographie
Wohnseß liegt circa sieben Kilometer südöstlich von Neunburg vorm Wald, südlich des Eixendorfer Sees und nördlich des Multbaches.

## Geschichte
Der Name Wohnseß (auch Sonsaz, Wansaz) bezeichnet einen Wohnsitz oder Rastort am Wald.
1273 wurde Wohnseß erstmals urkundlich erwähnt. 1326 trug die ganze Gegend den Namen Wansaz-Wald, den Lud. Aerbo de Newmburg (= Neunburg) zum Lehen hatte.
Am 23. März 1913 gehörte Wohnseß zur Pfarrei Seebarn, bestand aus einem Haus und zählte vier Einwohner.
Am 31. Dezember 1990 hatte Wohnseß zehn Einwohner und gehörte zur Pfarrei Seebarn.